# Michelle Dillon
Michelle Dillon (Londres, 24 de mayo de 1973) es una deportista británica que compitió en triatlón, duatlón y acuatlón.
Ganó una medalla de bronce en el Campeonato Mundial de Triatlón de 2002 y una medalla de oro en el Campeonato Europeo de Triatlón de 2001. Además, obtuvo cuatro medallas en el Campeonato Mundial de Duatlón entre los años 1997 y 2007, y una medalla de bronce en el Campeonato Mundial de Acuatlón de 1999.

## Palmarés internacional
| Campeonato Mundial | Campeonato Mundial             | Campeonato Mundial | Campeonato Mundial |
| Año                | Lugar                          | Medalla            | Prueba             |
| ------------------ | ------------------------------ | ------------------ | ------------------ |
| 2002               | Cancún (México)                | Medalla de bronce  | Individual         |
| Campeonato Europeo |                                |                    |                    |
| Año                | Lugar                          | Medalla            | Prueba             |
| 2001               | Karlovy Vary (República Checa) | Medalla de oro     | Individual         |

| Campeonato Mundial | Campeonato Mundial    | Campeonato Mundial | Campeonato Mundial |
| Año                | Lugar                 | Medalla            | Prueba             |
| ------------------ | --------------------- | ------------------ | ------------------ |
| 1997               | Guernica (España)     | Medalla de plata   | Individual         |
| 2001               | Rímini (Italia)       | Medalla de plata   | Individual         |
| 2005               | Newcastle (Australia) | Medalla de oro     | Individual         |
| 2007               | Győr (Hungría)        | Medalla de plata   | Individual         |

| Campeonato Mundial | Campeonato Mundial | Campeonato Mundial | Campeonato Mundial |
| Año                | Lugar              | Medalla            | Prueba             |
| ------------------ | ------------------ | ------------------ | ------------------ |
| 1999               | Noosa (Australia)  | Medalla de bronce  | Individual         |